# Protonuraghe Friarosu
Koordinaten: 39° 52′ 36,7″ N, 8° 52′ 40,1″ O
Die Protonuraghe Friarosu liegt auf einem 420 m hoch gelegenen Kalkstein-Plateau, an der Straße von Villa Sant’Antonio nach Ruinas, einen Kilometer hinter dem Abzweig nach Mogorella in der Provinz Oristano auf Sardinien. Das seit der Mitte des vorigen Jahrhunderts bekannte Denkmal stammt von 1500 bis 1400 v. Chr. und ist nicht ausgegraben worden, trotzdem liegen zahlreiche Keramikfunde vor. Protonuraghen (auch Korridor- oder Pseudonuraghen, italienisch Nuraghe a corridoio) sind die Vor- oder Frühform der klassischen Turmbauten oder Tholosnuraghen (ital. Nuraghe a tholos) der bronzezeitlichen Nuraghenkulturen Sardiniens. 
Die Außenwand besteht aus Blöcken von nach oben abnehmender Größe, die nicht oder nur wenig bearbeitet sind. Der Protonuraghe hat eine maximale Resthöhe von fünf Metern. Das etwa rechteckige Denkmal (21 × 12 m) mit stark konvexen kurzen Seiten steht auf einer ovalen Plattform deren Resthöhe 1,0–1,5 m beträgt. Im Inneren gibt es Bereiche von irregulär-elliptischer Form, mit gewölbten Decken. Der einen Meter breite Zugang ist mit einem Sturz (2,2 × 0,7 × 0,6 m) ausgestattet. Der Korridor dahinter ist schmal und länglich (4,0 × 1,0 m). Entlang dieser Achse finden sich im Inneren die Bereiche A und B angeordnet. Der Bereich A (6,5 × 4,0 m) ist über die obere flach eingedeckte Passage zugänglich. Ein Teil der Wand besteht aus flachen Platten mit dazwischen gesetzten großen Blöcken. Bereich B (6,00 × 4,00) hat überkragende Wände und ein intaktes Dach in vier Metern Höhe. 

## Zeitstellung
Die etwa 300 Protonuraghen auf Sardinien entstanden während der Phase B der zweiphasigen Bonnanaro-Kultur, die als Nachfolger der sowohl megalithischen als auch kupferzeitlichen Monte-Claro-Kultur etwa zwischen 1800 und 1500 v. Chr. herrschte.